# هنري آلتو
هنري آلتو (بالفنلندية: Henri Aalto) (20 أبريل 1989 بإسبو في فنلندا - ) هو لاعب كرة قدم فنلندي في مركز الدفاع. شارك مع منتخب فنلندا تحت 21 سنة لكرة القدم ومنتخب فنلندا لكرة القدم. أما مع النوادي، فقد لعب مع سينايوين يالكابالوكيرهو وهونكا وGrankulla IFK ‏.

## وصلات خارجية
- هنري آلتو على موقع الاتحاد الأوربي (الإنجليزية)
- هنري آلتو على موقع قاعدة بيانات كرة القدم.إي يو (الإنجليزية)
- هنري آلتو على موقع Soccerway.com (الإنجليزية)
- هنري آلتو على موقع عالم كرة القدم.نت (الإنجليزية)